# TSFM
TSFM‏ (Ts translation elongation factor, mitochondrial) هوَ بروتين يُشَفر بواسطة جين TSFM في الإنسان.